# Route nationale 13 (Tunisie)
Pour les autres articles nationaux ou selon les autres juridictions, voir Route nationale 13.
La route nationale 13 ou RN13 est un axe routier de Tunisie qui relie Sfax à Kasserine.

## Villes traversées
- Sfax
- Menzel Chaker
- Ouled Haffouz
- Sbeïtla
- Kasserine